# Яновская, Елена Александровна
Еле́на Алекса́ндровна Яно́вская (укр. Олена Олександрівна Яновська; род. 15 февраля 1990, Луцк) — украинская легкоатлетка, специалистка по барьерному бегу и спринту. Выступала на профессиональном уровне в 2010-х годах, чемпионка Украины в помещении, участница летних Олимпийских игр в Рио-де-Жанейро.

## Биография
Елена Яновская родилась 15 февраля 1990 года в городе Луцке Волынской области Украинской ССР. Впоследствии представляла Киев и Винницкую область.
Начиная с 2010 года выступала на крупнейших соревнованиях национального уровня, представляла украинскую сборную на международных стартах.
В 2011 году стала чемпионкой Украины в помещении в беге на 60 метров с барьерами, финишировала девятой на командном чемпионате Европы в Стокгольме. На молодёжном европейском первенстве в Остраве заняла шестое место в беге на 100 метров с барьерами и одержала победу в эстафете 4×100 метров (однако две её соотечественницы были уличены в применении допинга, и результат украинок в эстафете в итоге аннулировали).
В 2012 году взяла бронзу на чемпионате Украины в Ялте.
В 2013 году стала бронзовой призёркой чемпионата Украины в Донецке.
В 2014 году среди прочего получила серебро на чемпионате Украины в Кировограде.
В 2015 году отметилась выступлением в 60-метровом барьерном беге на чемпионате Европы в помещении в Праге.
В 2016 году завоевала серебряную награду на чемпионате Украины в Луцке, тогда как на Мемориале Косанова в Алма-Ате превзошла всех соперниц и установила личный рекорд — 13,00. Бежала 100 метров с барьерами на чемпионате Европы в Амстердаме и на летних Олимпийских играх в Рио-де-Жанейро, в обоих случаях не смогла преодолеть предварительные квалификационные этапы.
В 2017 году стартовала в 60-метровом барьерном беге на чемпионате Европы в помещении в Белграде.
В 2020 году в беге на 100 метров с барьерами стала бронзовой призёркой чемпионата Украины в Луцке. По окончании сезона завершила спортивную карьеру.